# Аустхільдур Стурлудоттір
Аустхільдур Стурлудоттір (ісл. Ásthildur Sturludóttir, 10 червня 1974) — мер міста Акурейрі, Ісландія.

## Приватне життя
Аустхільдур виховувалась у місті Стихкісхоульмур (ісл. Stykkishólmur), що на півострові Снайфедльснес (ісл. Snæfellsnes). Її батьками є подружжя Стурла Бьорварссон (ісл. Sturla Böðvarsson), колишній мер міста Стихкісхоульмур, міністр транспорту та спікер Альтингу, та юристка Хатльґердур Гуннарсдоуттір (ісл. Hallgerður Gunnarsdóttir).
Її чоловік — Хавтоур Ґілві Йоунссон (ісл. Hafþór Gylfi Jónsson) з Патрексфьордура (ісл. Patreksfjörður). Разом вони виховують двох дітей.

## Освіта та кар'єра
Аустхільдур має ступінь бакалавра політології в Університеті Ісландії та ступінь магістра державного управління (англ. Master of Public Administration) в Університеті PACE в Нью-Йорку.
Раніше вона працювала менеджером проектів в ректораті та на кафедрі маркетингу та комунікацій Університету Ісландії. Також Аустхільдур була керівником проєкту з будівництва музично-конференц-центру Harpa, директором Асоціації місцевих органів влади в Західній Ісландії та бізнес-консультантом у SSV-þróun og ráðgjöf.
Аустхільдур була мером міста Вестурбігд у 2010—2018 рр., і стала мером міста Акурейрі у 2018 р.
Восени 2019 р. в Акурейрі було створено асоціацію мерів Арктики «Arctic Mayors' Forum». Першою головою асоціації стала Аустхільдур. Асоціація мерів Арктики налагоджує активну співпрацю між мерами Арктики — від Аляски та Канади на заході до Росії на сході. 

## Резонанс
Заяви Стурлудоттір восени 2020 року щодо необхідності посилення карантинних заходів у Рейк'явіку під час епідемії коронавірусної хвороби 2019 викликали обурення в громадськості.